# Roger de Flor

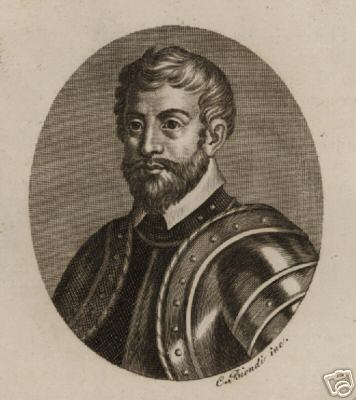
Roger de Flor

Roger de Flor, właśc. Rutger von Blum (ur. 1267, zm. 30 kwietnia 1305) – średniowieczny awanturnik sycylijskiego pochodzenia, organizator i pierwszy przywódca Kompanii Katalońskiej w Bizancjum (1302–1311), cezar u boku Andronika II Paleologa oraz pogromca Turków w Azji Mniejszej. Sława wielkiego wodza i śmiałe czyny wyniosły go błyskawicznie na czwartą pozycję w bizantyńskiej hierarchii władzy i pozwoliły mu zdobyć rękę cesarskiej siostrzenicy, Marii Aseniny. Krótki i burzliwy żywot Rogera dostarcza przykładu bujnej rycerskiej kariery pełnego średniowiecza.

## Życiorys
Roger de Flor był młodszym synem Richarda von Blum, sokolnika na dworze Fryderyka II, i nieznanej z imienia patrycjuszki z Brindisi. Drugim owocem tego związku był Jakob/Giacomo (ur. 1264). Ojciec Rogera cieszył się szczególnymi łaskami cesarza, amatora polowań z sokołem. Zawdzięczał mu między innymi zaaranżowanie swego mariażu. Po śmierci Fryderyka osiadł w Brindisi, z dala od dworu Hohenstaufów. Powrócił jednak do boku dynastii, by walczyć w szeregach wojsk Konradyna w przegranej bitwie pod Tagliacozzo (1268), gdzie poległ. Zwycięski Karol I Andegaweński skonfiskował dobra popleczników straconego Hohenstaufa - wdowa po Richardzie straciła cały majątek poza własnym wianem i popadła w ubóstwo. 
W tej sytuacji życiową szansą dla dorastającego Rogera stała się zawarta w porcie znajomość z sierżantem zakonu templariuszy Vassallem (średniowieczna pisownia: Vassayll), który zaoferował jego matce przejęcie opieki nad chłopcem (1275), dostrzegając w nim materiał na świetnego żeglarza. Ośmioletni Roger zaokrętował się na galerę templariuszy; dziesięć lat później (1285) został przyjęty w poczet członków zakonu. Jako kapitan "Sokoła" (nazwa ku czci ojca) pływał z misjami zaopatrzeniowymi do portów Królestwa Jerozolimskiego i polował na muzułmańskie jednostki. Czas istnienia łacińskiego państwa krzyżowego w Palestynie był już wówczas policzony. Gdy mury Akki, ostatniej twierdzy chrześcijan w Ziemi Świętej, w połowie maja 1291 r. uległy szturmowi sułtana Egiptu Al-Aszrafa Chalila (1290–1293), Roger ewakuował z przystani część ludności cywilnej. Uchodźców wysadził na ląd na Cyprze, przywłaszczając sobie ich mienie, czym ściągnął na siebie gniew wielkiego mistrza Thibauta Gaudina. 
Ścigany z jego rozkazu Roger-banita kontynuował żywot korsarza, operując prawdopodobnie na wschodnich wodach Morza Śródziemnego z pokładu "Olivetty", nowej galery zakupionej z pożyczki uzyskanej od genueńskiego potentata Ticino Dorii. W 1299 r. zaproponował swe usługi księciu Kalabrii Robertowi d'Anjou, okupującemu Catanię. Wobec odmowy wstąpił na służbę wyklętego katalońskiego władcy Sycylii Fryderyka II. Wynagrodzony tytułem wiceadmirała, zamkami Tripi i Alicata oraz dochodami z Malty, należał do najskuteczniejszych dowódców Fryderyka. Terroryzował zachodnie wody Morza Śródziemnego, łupiąc również wybrzeża Katalonii - ówczesny władca Korony Aragonii, Jakub II Sprawiedliwy, zrezygnował bowiem z popierania swego brata przeciw Andegawenom, doprowadzając do bratobójczych walk. W toku wojny o Sycylię Roger de Flor zdobył sobie wdzięczność wielu żołnierzy i oficerów Fryderyka III pieniężnymi darami i niezawodnym zaopatrzeniem. Zorganizował odsiecz Messyny i innych miast sycylijskich. 
Po pokoju w Caltabellotcie (1302), kiedy Fryderyk II zawarł ugodę z Andegawenami, Roger musiał poszukać sobie nowego chlebodawcy. Odświeżając kontakty zdobyte podczas rejsów na wschód Morza Śródziemnego, nawiązał negocjacje z Andronikiem II. Cena usług Rogera była dość wygórowana - oprócz sowitego żołdu awanturnik zażądał ręki cesarskiej siostrzenicy, szesnastoletniej Marii Asen, córki ex-cara Bułgarii Iwana Asena III oraz godności megaduksa (μεγας δoυξ). Jeśli jednak zważyć, że Roger cieszył się na Sycylii rangą wiceadmirała i należał do najbliższego otoczenia Fryderyka II, jego apetyty nie wydają się tak nieprzyzwoicie wielkie. W każdym razie desperacko poszukujący substytutu dla własnej tchórzliwej i niewiernej armii Andronik zaakceptował warunki Rogera bez targów. Pozytywna odpowiedź basileusa poniesiona przez posłów na Sycylię uruchomiła proces formowania Kompanii Katalońskiej. Wokół charyzmatycznego Rogera, autora śmiałego planu eskapady na bajecznie bogaty Wschód, skupili się weterani obu stron świeżo zakończonego konfliktu o Sycylię. Przeważali naturalnie wśród nich Katalończycy, co znalazło odbicie w nazwie utworzonej przez Rogera siły zbrojnej. W sierpniu 1303 r. na 36 jednostkach morskich Kompania wypłynęła z Messyny, by przez Monemwazję dotrzeć we wrześniu do Konstantynopola.
Po okresie pełnej konfliktów służby na rzecz Bizancjum Roger de Flor został zamordowany na dworze Michała IX Paleologa a Kompania rozpoczęła wojnę z Cesarstwem zwieńczoną utworzeniem feudalnego Księstwa Aten.